# 55 (число)
55 (п'ятдеся́т п'ять) — натуральне число між 54 і 56.

## Математика
- 10-е Фібоначчі
- 10-е трикутне число
- 255 = 36 028 797 018 963 968
- Сума перших п'яти квадратів
- Сума перших десяти натуральних чисел
- Напівпросте число
- 55 це Складене число
- Сума цифр числа 55 — 10
- Добуток цифр числа 55 — 25

## У науці
- Атомний номер Цезію
- У Новому загальному каталозі позначається об'єкт NGC 55 — галактика типу SBm у сузір'ї Скульптор.
- У Каталозі Мессьє позначається об'єкт Мессьє M55 — кулясте скупчення типу XI у сузір'ї Стрілець.
- Зірка 55 Рака
- Астероїд 55 Пандора
- Екзопланета 55 Рака d

## В інших сферах
- 55 рік; 55 рік до н. е., 1755 рік, 1855 рік, 1955 рік
- ASCII-код символу «7»
- Африка складається з 55 країн
- Європейський маршрут E55
- В Україні автошлях Р 55
- Шлях I-55 у США
- У Сполучених Штатах Національний закон про максимальну швидкість забороняв їздити швидше  55 миль на годину (90 км/год) з 1974 по 1987 рік.
- Міжнародний телефонний код Бразилії

## Техніка
Т-55 - радянський танк.